# Joya de Cerén
Joya de Cerén est un site archéologique à 25 km de San Salvador, aux environs de San Juan de Opico et de Las Flores, département de La Libertad, au centre-ouest du Salvador. 
Joya de Cerén est surnommée la Pompéi d'Amérique.

## Histoire
Découvert en 1976, il a été inscrit en 1993 à la liste du patrimoine mondial de l'UNESCO.

## Site
Joya de Cerén est surnommée la Pompéi d'Amérique (El Salvador). En effet, comme en Italie, c'est une éruption du volcan Loma Caldera en 535 apr. J.-C. qui, en ensevelissant le site sous une couche de cinq mètres de cendres, a conservé les seules traces actuelles et importantes de la vie quotidienne des anciens Mayas. La découverte d'un champ de manioc a notamment fourni la première preuve tangible que les Mayas de l'époque cultivaient cette plante. Contrairement à la population de Pompéi, celle de Joya de Cerén a pu fuir, sans doute alertée par des tremblements de terre.

## Sépulture
Au mois de novembre 2018, pour la première fois une sépulture a été mise au jour sur le site. Datée entre 600 et 900 apr. J.-C. par les archéologues des ossements humains ont été découverts à Joya de Cerén. Un couteau d'obsidienne gisait à côté du squelette.

## Galerie

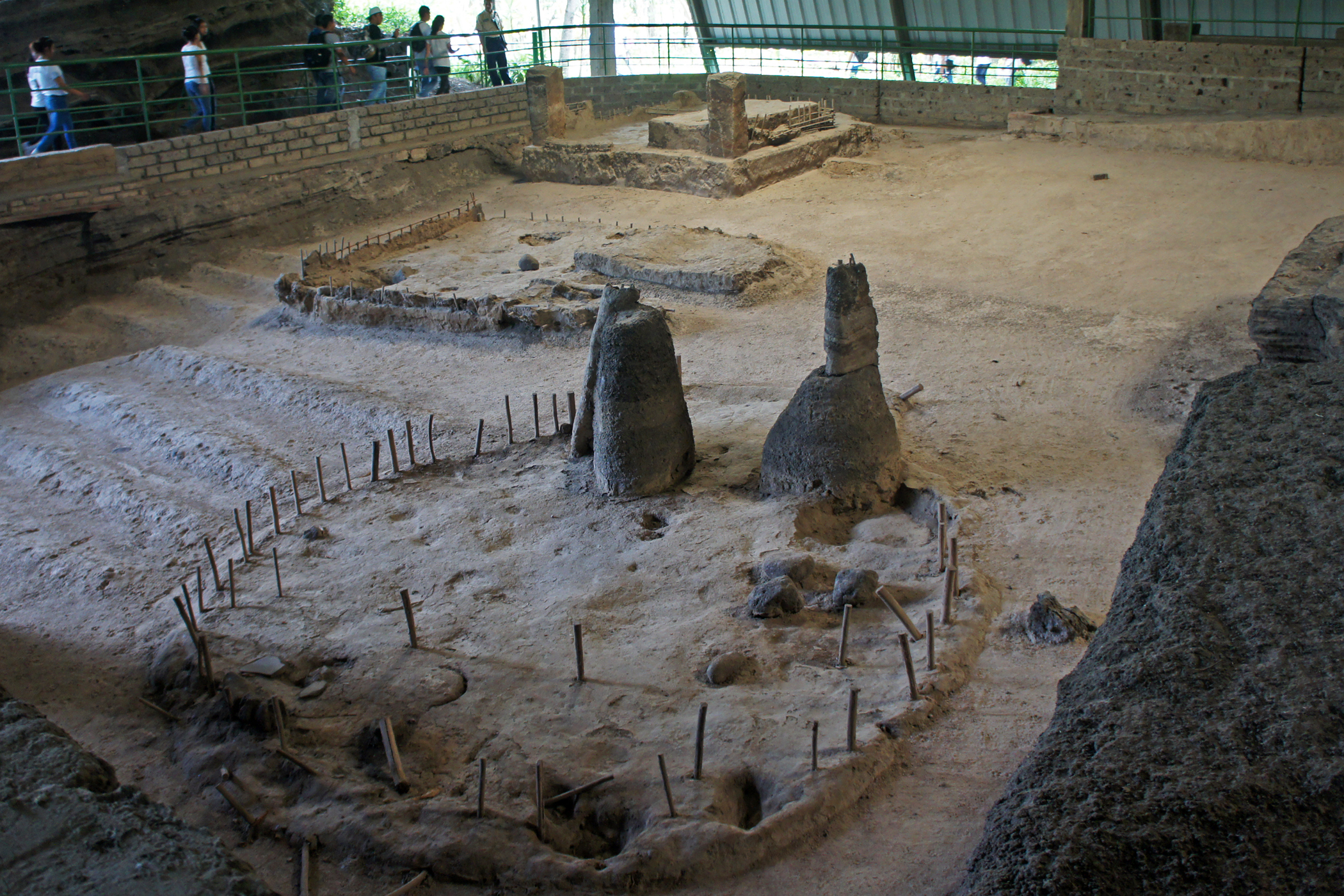
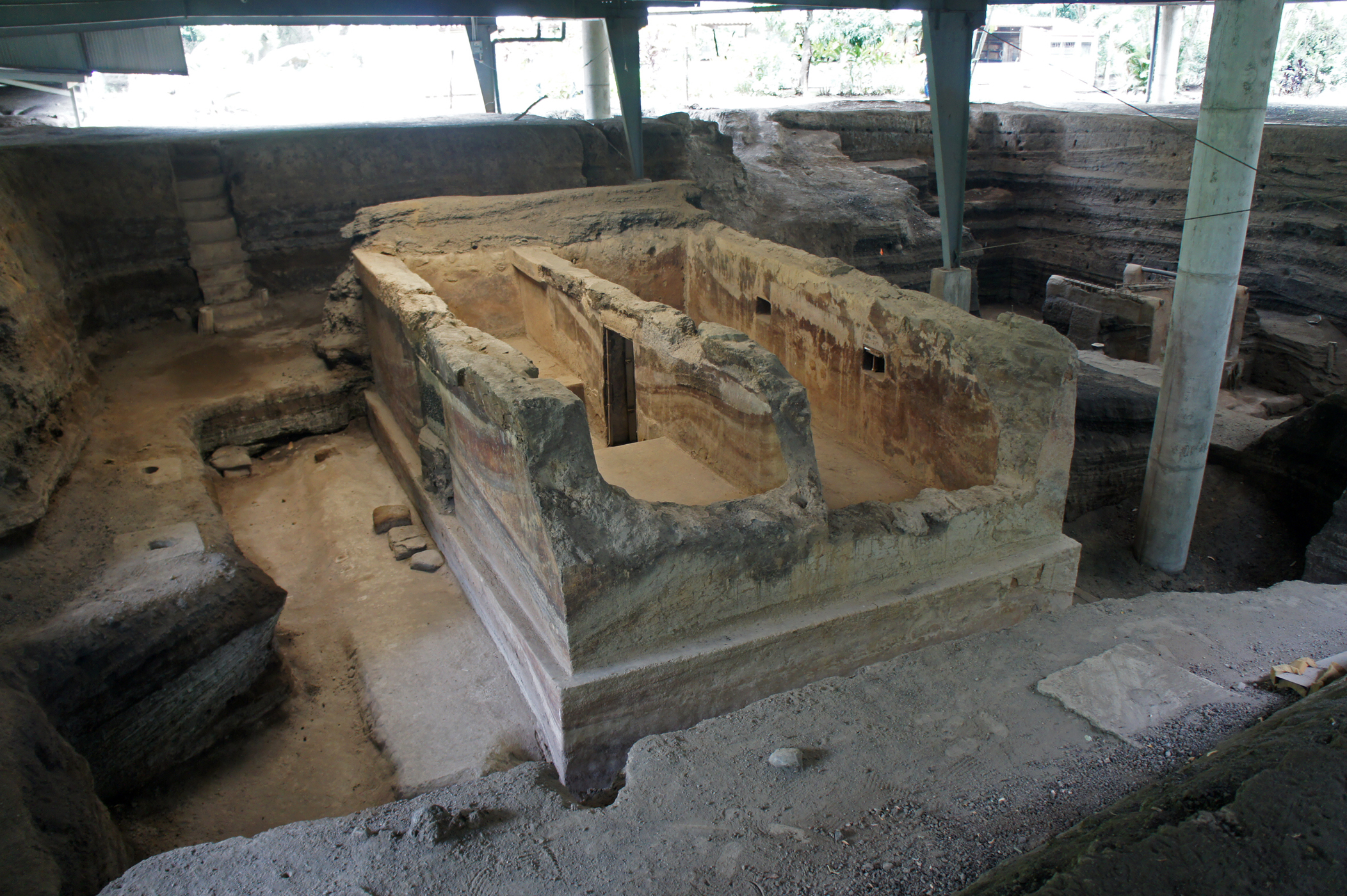
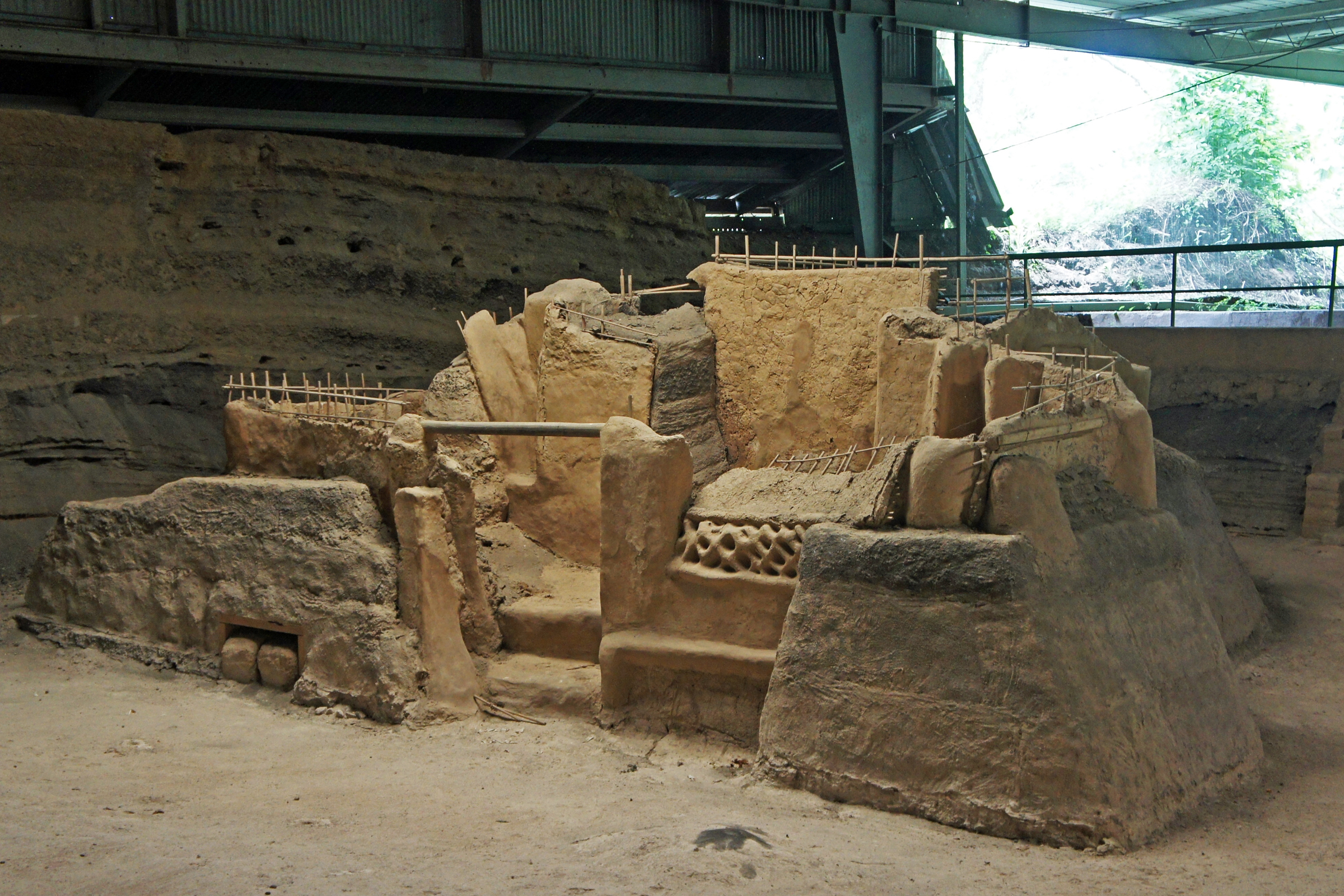
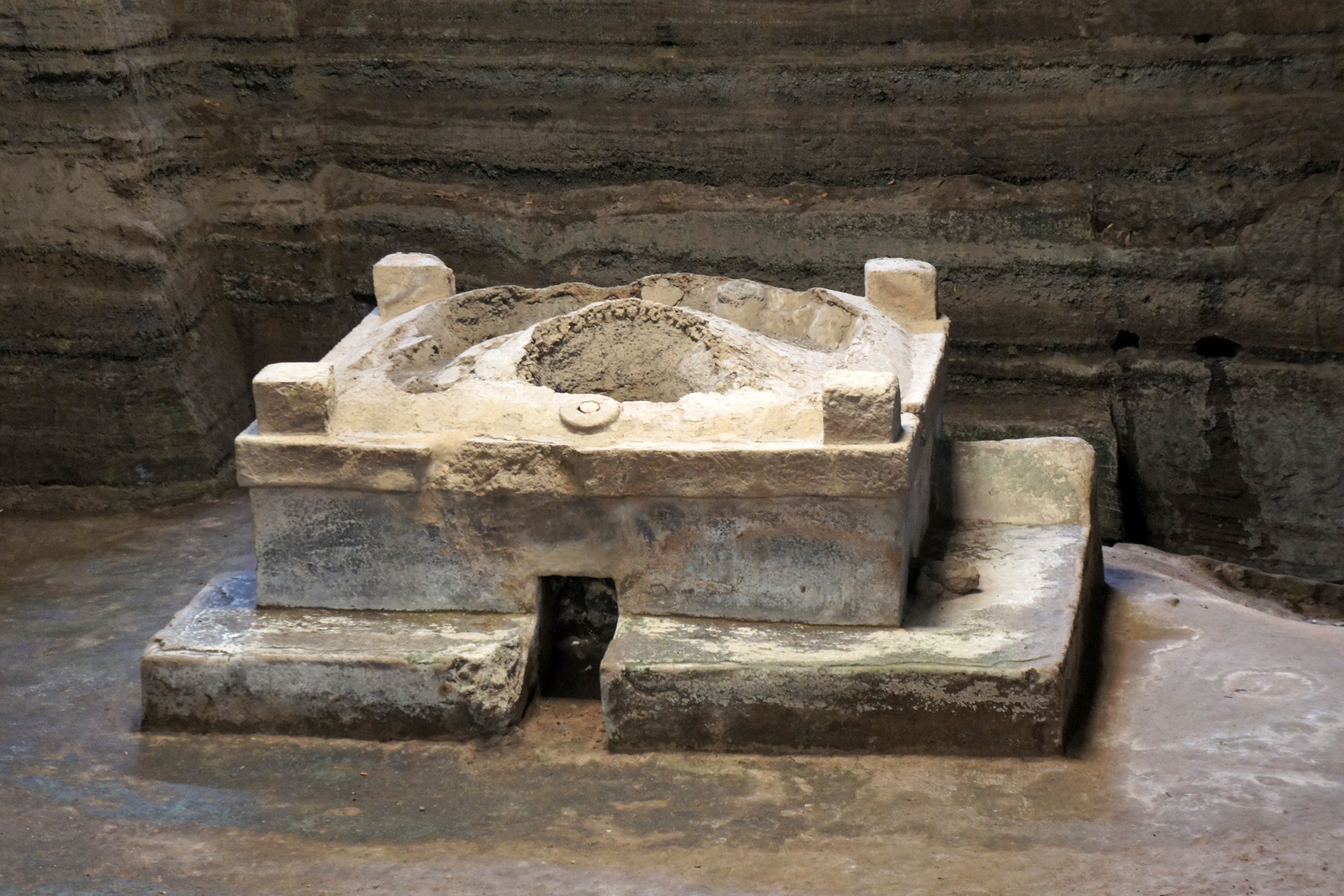
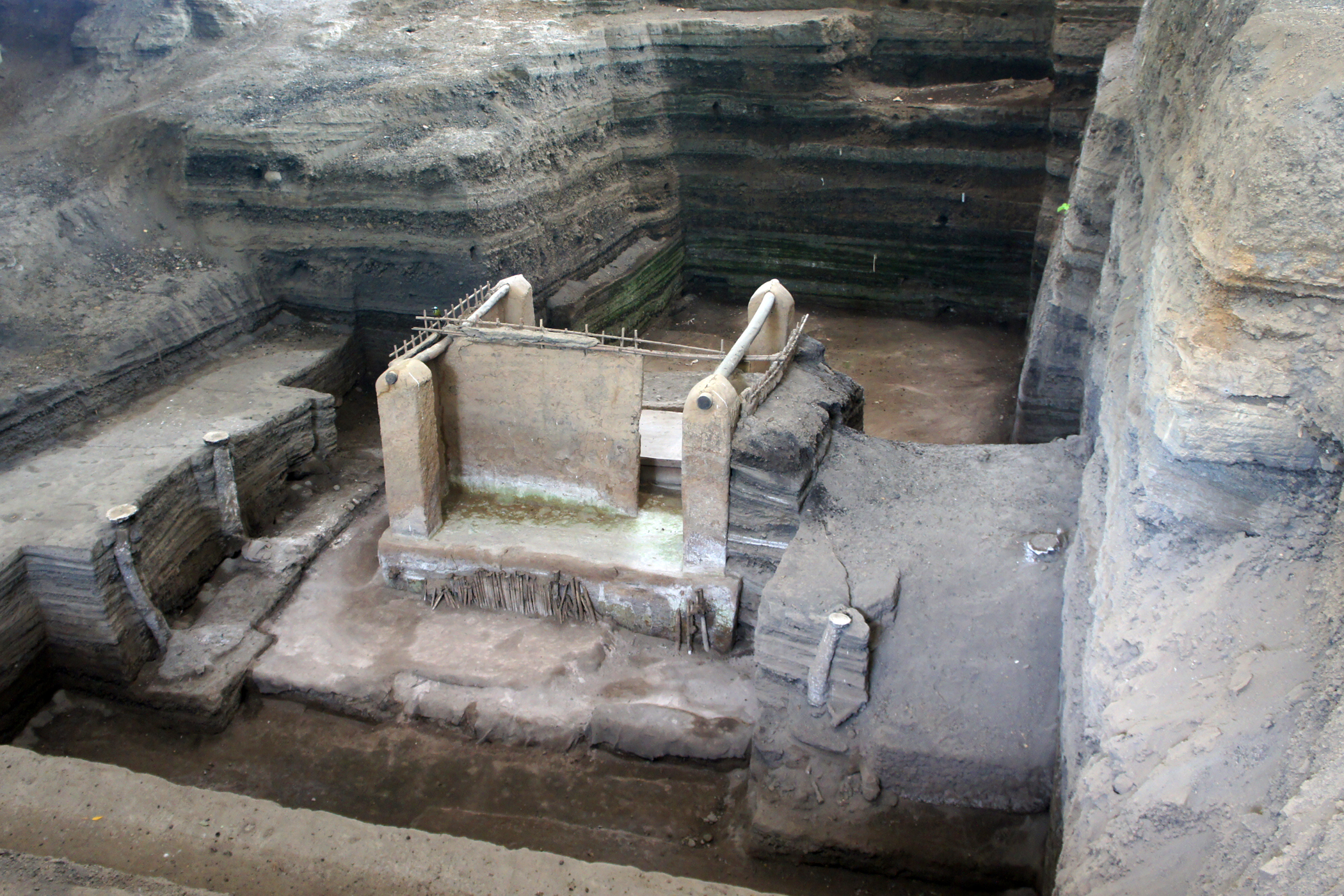
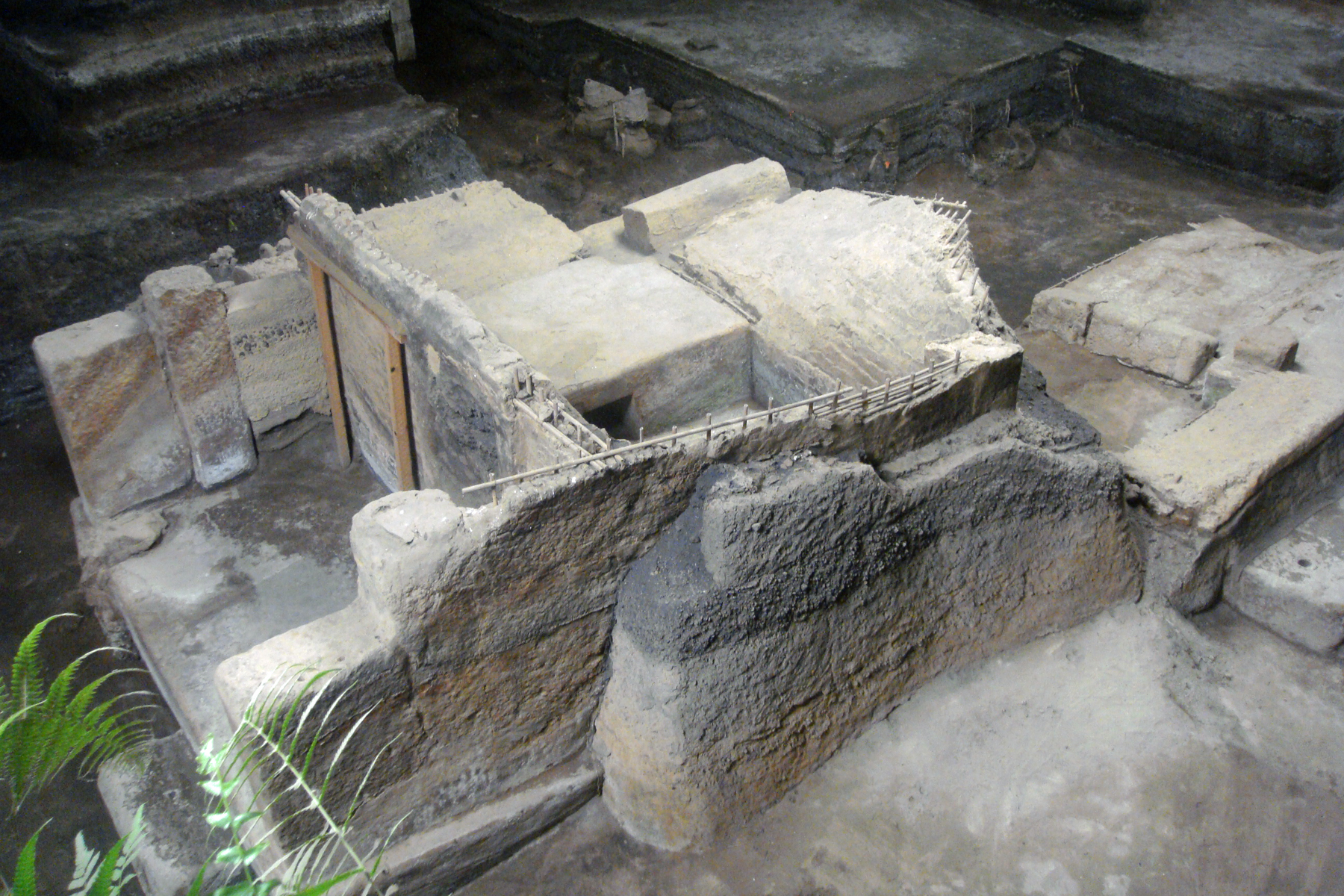
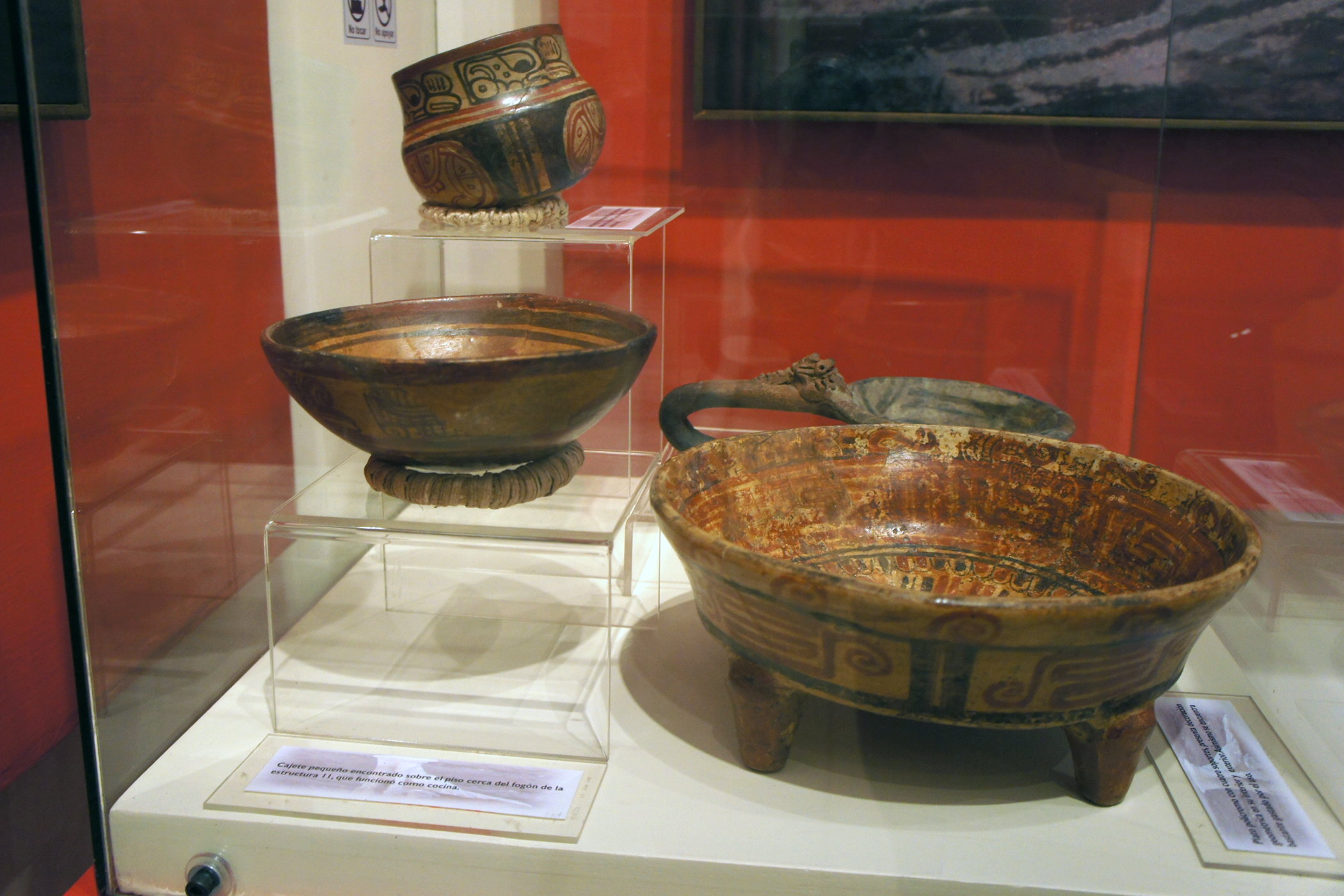